# Juan de Mena
Juan de Mena   (Còrdova, 1411 - Torrelaguna, 1456 (Gregorià)) és un autor del prerenaixement espanyol, autor del Laberinto de Fortuna. En aquesta obra predomina l'al·legoria i la imitació de l'èpica clàssica llatina. El tema és la sort, el destí i la intervenció de la providència divina, analitzant exemples històrics i lloant especialment els senyors castellans. El seu estil és un castellà molt culte, amb neologismes i llatinismes que va influir fortament en els poetes renaixentistes i barrocs posteriors.
És enterrat a l'església de Santa María Magdalena de Torrelaguna (Madrid).

## Obres
- Laberinto de Fortuna
- Coronación del marqués de Santillana
- Homero romanceado